# Diplopterygium irregulare
Diplopterygium irregulare là một loài dương xỉ trong họ Gleicheniaceae. Loài này được W.M. Chu & Z.R. He mô tả khoa học đầu tiên năm 2000.